# Dieter Timpe
Dieter Timpe (* 3. November 1931 in Halle an der Saale; † 19. April 2021 in Würzburg) war ein deutscher Althistoriker. Er lehrte von 1964 bis zu seiner Emeritierung 1997 als Professor für Alte Geschichte an der Universität Würzburg. In der Fachwelt trat Timpe mit Studien zur antiken Geschichtsschreibung, zum römischen Prinzipat, zu den Außenbeziehungen Roms und zu den Germanen hervor.

## Leben und Wirken
Dieter Timpe verlor seinen Vater im Zweiten Weltkrieg. Im April 1950 wurde er an der zur Franckeschen Stiftungen gehörenden Latina mit politisch-ideologischer Begründung vom Abitur ausgeschlossen; die Familie ging daraufhin von Halle nach Berlin. Dort legte Timpe die Reifeprüfung ab. Er studierte ab 1950 die Fächer Klassische Philologie und Geschichte an den Universitäten Berlin, Basel und Freiburg i. Br. Er war Stipendiat der Studienstiftung des deutschen Volkes. Im Jahr 1956 wurde er mit der Dissertation Untersuchungen zur Kontinuität des frühen Prinzipats in Freiburg bei Herbert Nesselhauf promoviert. Es war dort die erste Promotion in Alter Geschichte seit 1933. Nach der Promotion war er Assistent von Nesselhauf. Im Jahr 1963 habilitierte er sich mit einer unpubliziert gebliebenen Habilitationsschrift über die Geschichte der politischen Beziehungen zwischen Römer- und Partherreich. Zum Sommersemester 1964 wurde er wissenschaftlicher Rat und außerordentlicher Professor an der Christian-Albrechts-Universität zu Kiel, wechselte aber bereits nach einem Semester auf den althistorischen Lehrstuhl der Julius-Maximilians-Universität Würzburg. Dort lehrte Timpe vom Wintersemester 1964/65 bis zu seiner Emeritierung 1997 als Professor für Alte Geschichte. Berufungen nach Bonn und Tübingen lehnte er ab. Akademische Schüler Timpes waren unter anderem Walter Ameling, Matthäus Heil, Peter Högemann und Peter Weiß.
Zu den Schwerpunkten seiner wissenschaftlichen Tätigkeit zählten die antike Historiographie, die römisch-germanischen Beziehungen und das antike Christentum. Timpe verfasste zahlreiche Standardwerke zur frühen Prinzipatszeit, die sich vor allem mit der Varusschlacht, Publius Quinctilius Varus, Arminius und der Abberufung des Germanicus im Jahr 16 beschäftigten. Den Beginn der Offensiven des Drusus 12 v. Chr. sah er nicht als Auftakt „zu imperialistischer Aggressivität“, sondern in Maßnahmen zur Sicherung der Grenzen Galliens begründet. Er untersuchte die Zeit vom Weggang des Tiberius aus Germanien bis zur Statthalterschaft des Varus und kam zum Ergebnis, dass zwischen 4 und 9 „die zivilisatorische Erschließung und damit die politische Durchdringung des Landes vorangetrieben wurde“. Er konnte sich dabei auf Cassius Dio stützen. In jüngerer Zeit untermauern Ausgrabungen in Lahnau-Waldgirmes seine These. Seine Forschungen zur Germanienpolitik weitete er thematisch noch weiter aus. Er befasste sich auch mit der ethnologischen Begriffsbildung in der Antike, der Bedeutung und Problematik des Germanenbegriffs über die Kimberntradition bis zum Bataveraufstand in der Sicht des Tacitus. Die Beschäftigung mit Tacitus führte auch zur intensiven Auseinandersetzung mit der römischen und antiken Historiographie, die in die Aufsatzsammlung Romano-Germanica. Gesammelte Studien zur Germania des Tacitus von 1995 und in die weit in die Spätantike ausgreifende Monographie Römische Geschichte und Heilsgeschichte von 2001 mündete.
Timpe stellte 1970 in seinen Arminiusstudien erstmals die These auf, der Cheruskerfürst Arminius sei in Wirklichkeit der Anführer regulärer römischer Auxiliareinheiten gewesen. Dies sei unter dem römischen Kaiser Augustus verschwiegen worden, um davon abzulenken, dass die Rebellion aus der Mitte des eigenen Heeres kam. Denn damit wäre eine der Grundstützen der augusteischen Strategie in Frage gestellt worden, nämlich die Stützung und Inanspruchnahme größerer (germanischer) Auxiliartruppen. Die Ansicht, dass meuternde germanische Hilfstruppen an den Kämpfen gegen die Römer zumindest beteiligt waren, wird heute von den meisten Historikern geteilt.
Timpe wurde 1969 zum ordentlichen Mitglied der Philosophisch-historischen Klasse der Bayerischen Akademie der Wissenschaften gewählt. Er war außerdem korrespondierendes Mitglied der Göttinger Akademie der Wissenschaften (ab 1990) sowie ordentliches Mitglied des Deutschen Archäologischen Instituts. Der Universität Halle blieb er ein Leben lang verbunden: Er übernahm hier nach 1990 die Leitung der Außerordentlichen Berufungskommission, und mehrere Semester gab er gleichzeitig althistorische Veranstaltungen in Halle und Würzburg. Erfolgreich setzte er sich für die Wiedereinrichtung der Professur für Alte Geschichte ein, die in der Dritten Hochschulreform der DDR 1968 gestrichen worden war. Die Universität Halle verlieh ihm aufgrund seiner Verdienste im Sommersemester 2000 die Ehrendoktorwürde.
Dieter Timpe starb im April 2021 im Alter von 89 Jahren.

## Schriften (Auswahl)
Aufsatzsammlungen
- Römisch-germanische Begegnung in der späten Republik und frühen Kaiserzeit. Voraussetzungen – Konfrontationen – Wirkungen. Gesammelte Studien (= Beiträge zur Altertumskunde. Band 233). Saur, München 2006, ISBN 978-3-598-77845-2  (Rezension in sehepunkte).
- Antike Geschichtsschreibung. Studien zur Historiographie. Wissenschaftliche Buchgesellschaft, Darmstadt 2007, ISBN 978-3-534-19353-0.

Monographien
- Untersuchungen zur Kontinuität des frühen Prinzipats. Franz Steiner, Stuttgart 1962.
- Geschichte der politischen Beziehungen zwischen Römer- und Partherreich. Habilitationsschrift, Freiburg i. Br. 1963.
- Der Triumph des Germanicus. Untersuchungen zu den Feldzügen der Jahre 14–16 n. Chr. in Germanien. Habelt, Bonn 1968.
- Arminius-Studien. Winter, Heidelberg 1970.
- Romano-Germanica. Gesammelte Studien zur Germania des Tacitus. Teubner, Stuttgart 1995, ISBN 3-519-07428-1.
- Römische Geschichte und Heilsgeschichte (= Hans-Lietzmann-Vorlesungen. Band 5). De Gruyter, Berlin 2001, ISBN 3-11-016942-8.